# La Salzadella (ort)
Salsadella är en ort i Spanien.   Den ligger i provinsen Província de Castelló och regionen Valencia, i den östra delen av landet, 300 km öster om huvudstaden Madrid. Salsadella ligger 345 meter över havet och antalet invånare är 810.
Terrängen runt Salsadella är lite kuperad. Runt Salsadella är det glesbefolkat, med 16 invånare per kvadratkilometer. Närmaste större samhälle är Alcalà de Xivert, 14,0 km söder om Salsadella. 